# Kościół Zielonoświątkowy w Chile
Kościół Zielonoświątkowy Chile (hiszp. Iglesia Pentecostal de Chile) – protestancki kościół zielonoświątkowy działający w Chile.
Kościół Zielonoświątkowy Chile został założony w 1945 roku przez biskupa Chaveza, który odszedł z Kościoła Metodystyczno-Zielonoświątkowego. Jego siedziba mieści się w Curicó, około 200 kilometrów na północ od Santiago. Wzrost kościoła jest wynikiem intensywnych kampanii ewangelizacyjnych. Według Światowej Rady Kościołów liczy 125.000 wiernych zrzeszonych w 340 zborach.